# Tribune (Kansas)
Tribune è un comune degli Stati Uniti d'America, situato nello Stato del Kansas, nella contea di Greeley, della quale è il capoluogo.